# Calathus advena
Calathus advena är en skalbaggsart som beskrevs av Leconte 1848. Calathus advena ingår i släktet Calathus och familjen jordlöpare. Inga underarter finns listade i Catalogue of Life.